# Márok
Pour l’article ayant un titre homophone, voir Maroc (homonymie).
Márok est un village et une commune du comitat de Baranya en Hongrie.